# John Bridges
John Bridges, född 26 mars 1852, död 12 februari 1925, var en brittisk bågskytt. Han deltog vid olympiska sommarspelen 1908.